# FC Anker Wismar
FC Anker Wismar ist ein am 12. Juni 1997 gegründeter Fußballverein in der Hansestadt Wismar in Mecklenburg-Vorpommern.

## Geschichte
Bereits zu Beginn des 20. Jahrhunderts tauchen Wismarer Fußballvereine im regelmäßigen Spielbetrieb auf, so 1904 der FC Elite Wismar und ein Jahr später der Wismarer FC 1905. Beide spielten in der A-Klasse Mecklenburg. Um 1909 bis wahrscheinlich in die 1930er Jahre spielte Germania Wismar in verschiedenen Mecklenburger Ligen, Spielstätte war ab 1921 der 10.000 Zuschauer fassende Sportplatz an der Goethestraße, der heutigen Jahnsportplatz. Von 1942 bis zum Kriegsende spielte der TSV Wismar in der Gauliga Mecklenburg, zu dieser Zeit eine der höchsten Spielklassen in Deutschland. In der Saison 1943/44 bildete der TSV eine Kriegsspielgemeinschaft mit der MSV Tarnewitz.

Logo der TSG Wismar

Die Namensvielfalt der jeweils spielstärksten Fußballmannschaften in Wismar setzte sich auch nach Kriegsende weiter fort. Nach dem Verbot aller Sportvereine in den deutschen Besatzungszonen wurde 1946 die Sportgemeinschaft Wismar Süd gegründet. Um die Mannschaft für die höhere Spielklasse zu stärken, fusionierte die SG Süd im August 1949 mit der BSG Schiffreparatur und der Deruta zur Zentralsportgemeinschaft (ZSG) Anker Wismar. Neue Spielstätte wurde das Kurt-Bürger-Stadion mit 15.000 Sitzplätzen. Zur ZSG Anker stieß auch die BSG Fortschritt Wismar, die in der Saison 1949/50 in der Fußball-Landesklasse Mecklenburg gespielt hatte. Nachdem 1950 die zentrale Sportvereinigung Motor gegründet worden war, musste die ZSG Anker zur Saison 1951/52 den Namen Betriebssportgemeinschaft (BSG) Motor Wismar annehmen. Am 3. Februar 1961 fusionierte die BSG Motor mit der BSG Aufbau Wismar zur TSG Wismar.
| 1904     | FC Elite Wismar  | A-Klasse Mecklenburg                                             |
| 1905     | Wismarer FC 1905 | A-Klasse Mecklenburg                                             |
| 1909     | Germania Wismar  | A-Klasse, Bezirksliga, Oberliga Mecklenburg                      |
| 1942     | TSV Wismar       | Gauliga Mecklenburg                                              |
| 1946     | SG Wismar Süd    | Landesmeisterschaft Mecklenburg                                  |
| 1.7.1949 | ZSG Anker Wismar | DDR-Oberliga                                                     |
| 1.7.1950 | BSG Anker Wismar | DDR-Liga                                                         |
| 1.7.1951 | BSG Motor Wismar | DDR-Oberliga, Liga, 2. Liga                                      |
| 3.2.1961 | TSG Wismar       | 2. Liga, Bezirksliga, DDR-Liga, Bezirksliga, Landes/Verbandsliga |

### Entwicklung des Fußballs
Nach dem Zweiten Weltkrieg wurde der Wismarer Fußball zunächst von der SG Wismar Süd vertreten, der zwischen 1946 und 1949 um die Landesmeisterschaft in Mecklenburg spielte. Von 1946 bis 1950 stand Fritz Laband in der Mannschaft, der danach beim Hamburger SV spielte und 1954 mit der deutschen Nationalmannschaft Weltmeister wurde. 1948 wurde die SG Wismar-Süd Mecklenburger Vizemeister und gewann 1949 mit dem 1:0-Endspielsieg über die SG Schwerin den Meistertitel. Damit qualifizierte sich die Mannschaft für die neu gegründete DS-Fußball-Liga, der künftigen höchsten ostdeutschen Spielklasse (später DDR-Oberliga). In der Saison 1949/50 traten die Wismarer als ZSG Anker Wismar an, deren Spielstärke trotz der vorher erfolgten Fusion nicht ausreichte und daher nach einer Saison wieder aus der Erstklassigkeit absteigen musste. Die Spielzeit 1950/51, vor der an unter dem Namen BSG Motor gespielt wurde, beendete die BSG als Staffelsieger in der DDR-Liga Nord und stieg damit wieder in die Oberliga auf. Auch im zweiten Anlauf gelang der Klassenerhalt 1951/52 in der höchsten Liga nicht. Anschließend spielte Motor Wismar drei Spielzeiten wieder in der DDR-Liga, musste aber 1955 als Zehnter von 14 Mannschaften absteigen, da die Liga von drei auf eine Staffel reduziert wurde. In der drittklassigen II. DDR-Liga war die BSG Motor Wismar bis 1961 vertreten und spielte danach als TSG Wismar weiter.

### Entwicklung des Handballs
Neben dem Fußballsport waren die Wismarer Sportler auch im Handball vertreten. Besonders erfolgreich waren die Frauen, die in den 1950er Jahren sowohl im Feldhandball wie auch im Hallenhandball in den DDR-weiten Wettbewerben vertreten waren.

#### Frauen

##### Feldhandball
1949 wurden die Frauen der SG Wismar Süd Landesmeister im Feldhandball. Mit den anderen vier Landesmeistern spielten sie in der Endrunde um die Ostzonenmeisterschaft, waren aber als Fünfte chancenlos. Als Anker Wismar waren die Handballerinnen als erneuter Landesmeister 1951 erfolgreicher und schieden erst im Halbfinale der DDR-Meisterschaftrunde aus. Diese Leistung wiederholte die Spielerinnen 1952 unter der neuen Bezeichnung BSG Motor. 1953 qualifizierte sich die BSG für die neugeschaffene DDR-Handball-Liga (höchste Spielklasse) und erreichte 1953/54 unter neun Mannschaften den sechsten Platz. In der Liga spielte Motor Wismar bis 1961 und ging dann in die TSG Wismar auf.

##### Hallenhandball
Zwischen 1951 und 1953 waren die Wismarer Frauen im Hallenhandball als Mecklenburger Landesmeister in der Endrunde um die DDR-Meisterschaft vertreten und standen zweimal im Endspiel. Als BSG Anker Wismar trafen sie 1951 im Finale auf den Thüringer Meister KWU Weimar, unterlagen aber mit 2:4. 1953 hieß der Gegner im Finale Rotation Leipzig-Mitte, gegen den die Frauen der BSG Motor Wismar mit 1:3 verloren. Ein Jahr zuvor waren sie bereits in der Vorrunde ausgeschieden. 1955 gewann die BSG Motor die Rostocker Bezirksmeisterschaft und qualifizierten sich anschließend für die DDR-Hallenhandball-Liga, der höchsten DDR-Spielklasse. In der Liga konnten sich die Wismarer Frauen 1955/56 nur für eine Saison behaupten und kehrten bis zur Fusion zur TSG nicht mehr zurück.

#### Männer
Die Männer der BSG Anker und der BSG Motor Wismar waren weder im Feld- noch im Hallenhandball in den landesweiten Wettbewerben vertreten.

## FC Anker Wismar
Am 12. Juni 1997 gründeten die Fußballer von Schifffahrt/Hafen Wismar und der TSG Wismar den FC Anker Wismar und knüpften dabei an den Namen der DDR-Oberligamannschaft der frühen 1950er Jahre an.
Auszug aus der Willensbekundung der Abteilungen Fußball der Schifffahrt Hafen Wismar und der TSG Wismar vom 2. Mai 1997:

„Wir wollen, dass der Fußball-Sportplatz in Wismar wieder zu einer Begegnungsstätte wird, wo Freude, Spannung, Spaß und Erholung geboten werden. Die Jugend soll sich über einen leistungsstarken Fußballverein mit Wismar identifizieren können und darin einen Sinn für Fan, Sport und Freizeit sehen. Dazu werden wir den FC Anker Wismar gründen. Sportliches Ziel ist es langfristig die Traditionsstadt Wismar, die der Name "Anker" in der höchsten Spielklasse in den Jahren 1949 und 1951 im Fußball repräsentierte wieder so stark werden zu lassen, dass er leistungsfähig, attraktiv für die Jugend und ein Aushängeschild der Hansestadt Wismar wird. Wismar hat viele Fußballer hervorgebracht, die in den Nationalmannschaften eine sehr gute Rolle spielten und weit über die Grenzen hinaus international auch Wismar bekannt machten.“

In den Folgejahren pendelte der FC Anker zwischen der Verbandsliga und der Oberliga und ist mit sechs Landesmeister-Titeln der Rekordhalter von Mecklenburg-Vorpommern. Das beste Saisonresultat war der 5. Platz in der Oberliga-Saison 2016/17. Im Landespokal gelang es den Wismarern 2008 und 2011 das Finale zu erreichen, wobei sie der TSG Neustrelitz bzw. dem F.C. Hansa Rostock unterlagen.

### Statistik

#### Erfolge
- Landesmeisterschaft Mecklenburg-Vorpommern
  - Meister: 2000, 2004, 2010, 2015, 2020[3], 2023
- Landespokal Mecklenburg-Vorpommern
  - Finalist: 2008, 2011
- DFB-Pokal-Teilnahme
  - 1. Runde: 2011/12

#### Saisonstatistiken
| Spielzeit | Liga (Spielklasse)                       | Platz | Landespokal MV                                | DFB-Pokal                        |
| --------- | ---------------------------------------- | ----- | --------------------------------------------- | -------------------------------- |
| 1997/98   | Verbandsliga Mecklenburg-Vorpommern (V)  | 06.   |                                               |                                  |
| 1998/99   | Verbandsliga Mecklenburg-Vorpommern (V)  | 02.   |                                               |                                  |
| 1999/00   | Verbandsliga Mecklenburg-Vorpommern (V)  | 01.   |                                               |                                  |
| 2000/01   | Oberliga Nordost-Nord (IV)               | 16.   |                                               |                                  |
| 2001/02   | Verbandsliga Mecklenburg-Vorpommern (V)  | 02.   |                                               |                                  |
| 2002/03   | Verbandsliga Mecklenburg-Vorpommern (V)  | 03.   |                                               |                                  |
| 2003/04   | Verbandsliga Mecklenburg-Vorpommern (V)  | 01.   |                                               |                                  |
| 2004/05   | Oberliga Nordost-Nord (IV)               | 12.   |                                               |                                  |
| 2005/06   | Oberliga Nordost-Nord (IV)               | 16.   |                                               |                                  |
| 2006/07   | Verbandsliga Mecklenburg-Vorpommern (V)  | 05.   | Viertelfinale (1:4 gegen FSV Bentwisch)       |                                  |
| 2007/08   | Verbandsliga Mecklenburg-Vorpommern (V)  | 11.   | Finalist (1:3 gegen TSG Neustrelitz)          |                                  |
| 2008/09   | Verbandsliga Mecklenburg-Vorpommern (VI) | 03.   | Viertelfinale (0:2 gegen Torgelower SV Greif) |                                  |
| 2009/10   | Verbandsliga Mecklenburg-Vorpommern (VI) | 01.   | Achtelfinale (0:1 gegen Malchower SV)         |                                  |
| 2010/11   | Oberliga Nordost-Nord (V)                | 09.   | Finalist (0:3 gegen F.C. Hansa Rostock)       |                                  |
| 2011/12   | Oberliga Nordost-Nord (V)                | 11.   | Achtelfinale (0:1 gegen TSG Neustrelitz)      | 1. Runde (0:6 gegen Hannover 96) |
| 2012/13   | Oberliga Nordost-Nord (V)                | 16.   | Viertelfinale (1:2 gegen Greifswalder SV 04)  |                                  |
| 2013/14   | Verbandsliga Mecklenburg-Vorpommern (VI) | 02.   | Halbfinale (0:1 gegen Sievershäger SV 1950)   |                                  |
| 2014/15   | Verbandsliga Mecklenburg-Vorpommern (VI) | 01.   | Halbfinale (0:1 gegen F.C. Hansa Rostock)     |                                  |
| 2015/16   | Oberliga Nordost-Nord (V)                | 07.   | 2. Runde (1:3 gegen FC Schönberg 95)          |                                  |
| 2016/17   | Oberliga Nordost-Nord (V)                | 05.   | 2. Runde (2:4 n. V. gegen FSV Kühlungsborn)   |                                  |
| 2017/18   | Oberliga Nordost-Nord (V)                | 08.   | 3. Runde (1:3 gegen Greifswalder FC)          |                                  |
| 2018/19   | Oberliga Nordost-Nord (V)                | 15.   | 3. Runde (0:3 gegen Greifswalder FC)          |                                  |
| 2019/20   | Verbandsliga Mecklenburg-Vorpommern (VI) | 01.   | Achtelfinale (2:5 gegen SV Waren 09)          |                                  |
| 2020/21   | Verbandsliga Mecklenburg-Vorpommern (VI) | 03.   | 2. Runde (1:3 n. V. gegen SG Dynamo Schwerin) |                                  |
| 2021/22   | Verbandsliga Mecklenburg-Vorpommern (VI) | 04.   | 2. Runde (0:3 gegen Malchower SV)             |                                  |
| 2022/23   | Verbandsliga Mecklenburg-Vorpommern (VI) | 01.   | Viertelfinale (0:1 gegen Greifswalder FC)     |                                  |
| 2023/24   | Oberliga Nordost-Nord (V)                | 09.   | 3. Runde (1:2 gegen Penzliner SV)             |                                  |
| 2024/25   | Oberliga Nordost-Nord (V)                | 12.   | 3. Runde (1:5 gegen Greifswalder FC)          |                                  |

Grün unterlegte Platzierungen kennzeichnen einen Aufstieg.
Rot unterlegte Platzierungen kennzeichnen einen Abstieg.

## Bekannte Persönlichkeiten
- Günter Szewierski (1923–2005), 1948–57 in Wismar, 57 DDR-Oberligaspiele
- Fritz Laband (1925–1982), 1946–50 bei SG Wismar Süd, Fußballweltmeister 1954, 4 Länderspiele
- Heinz Minuth (1929–2023), 213 DDR-Oberligaspiele (60 für Wismar, 153 für Empor Rostock)
- Herbert Holtfreter (1932–2003), 145 DDR-Oberligaspiele (35 für Wismar, 110 für Rostock)
- Heino Kleiminger (1939–2015), viermaliger DDR-Nationalspieler, 186 DDR-Oberligaspiele für Empor/Hansa Rostock
- Alfred Zulkowski (1940–1989), bis 1959 bei Motor Wismar, mit Vorwärts Berlin vierfacher DDR-Meister, einmal FDGB-Pokal-Sieger, 1 Länderspiel
- Peter Sykora (* 1946), 1964/65 TSG Wismar, Junioren-Europameister, 138 DDR-Oberligaspiele (Rostock, Magdeburg)
- Joachim Streich (1951–2022), 1957/67 TSG Wismar, 102 DDR-Länderspiele, 378 DDR-Oberligaspiele (Rostock, Magdeburg)
- Volker Röhrich (* 1965), bis 1983 bei TSG Wismar, DDR-Oberligaspieler bei Hansa Rostock
- Andreas Zachhuber (* 1962), bis 1975 TSG Wismar, 67 DDR-Oberligaspiele bei Hansa Rostock
- René Rydlewicz (* 1973), 2008 bei Anker Wismar, 199 Bundesligaspiele bei Hansa Rostock
- Carsten Jancker (* 1974), bis 1986 bei TSG Wismar, Vize-Fußballweltmeister 2002, 33 Länderspiele, 10 Länderspieltore
- Fiete Sykora (* 1982), bis 2000 bei TSG Wismar, Profi in der 2. Bundesliga bei FC Carl Zeiss Jena, FC Erzgebirge Aue und VfL Osnabrück